# Antiesha Brown
Antiesha Cherelle Brown, detta Tisha (Jacksonville, 30 giugno 1992), è un'ex cestista statunitense.

## Carriera
Dopo il college si trasferisce in Italia alla Geas di Sesto San Giovanni nella Serie A1 2015-16: miglior realizzatrice per la squadra con 15,3 punti di media e 4,6 rimbalzi. L'anno successivo è a Umbertide.
Nel 2017 partecipa al campionato francese, prima con Nizza e, sul finale di stagione, con l'Hainaut Basket.
Nel 2018 fa ritorno in Italia nella PB63 Lady, squadra di Serie A1.